# Boka (wodospad)
Boka – wodospad na terenie Alp Julijskich w Słowenii na rzece Boka. Wodospad ma wysokość 136 metrów oraz szerokość 18 metrów. Jest uważany za jeden z najpiękniejszych i największych wodospadów Słowenii, a także Europy.

## Opis

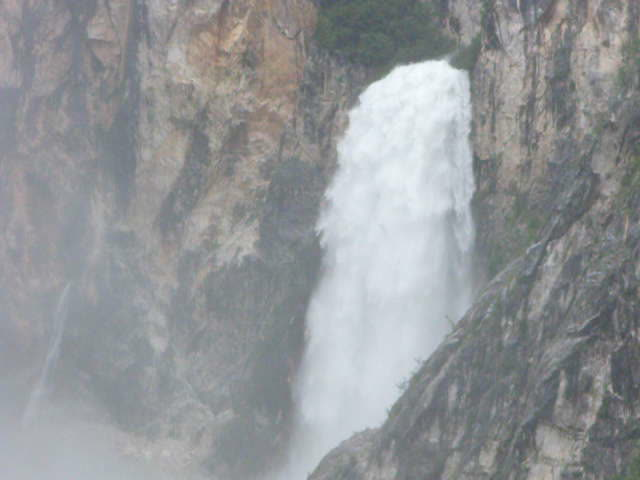
Boka po ulewnych deszczach

Zaczyna się od źródła krasowego i ma dwa etapy, z których pierwszy ma 106 metrów wysokości i 18 metrów szerokości, a drugi ma 33 metry wysokości. W najsuchszych okresach strumień wody wynosi około 2 m³ na sekundę, a po ulewnych deszczach osiąga do 100 m³/s. Strumień (Boka) przepływa przez około 30 metrów nad skalistą półką, po czym spada nad skały jako spektakularny wodospad. Dzieje się tak w dwóch nieznacznie oddzielonych etapach, z których górny ma wysokość 106 metrów, a dolny 33 metry. Szerokość obydwu etapów wynosi około 18 metrów. Pod wodospadem Boka przepływa przez stromą dolinę o kamienistym dnie i wpada do rzeki Soczy po niecałym kilometrze, co czyni ją jednym z najkrótszych strumieni w Słowenii. Średnia temperatura wody w wodospadzie jest stała i wynosi 4,5 °C.

## Folklor
Tradycja ludowa (gminy Bovec) opowiada okrutną historię, która jest przeciwieństwem naturalnego piękna, które promieniuje z potężnego wodospadu:

Boka

Chłopiec i dziewczynka, którzy poszli na wzgórze, aby zbierać grzyby, byli głodni i zapukali do drzwi małego domu, w którym zastali starszą kobietę, która dała im jedzenie. Ale staruszka nie była tak dobra, jak się początkowo wydawało. Chłopiec przyłapał ją na ostrzeniu siekiery przed domem i planowaniu ich zabicia i zrobienia z nich pieczeni. Szybko wrócił do środka i czekał za drzwiami z kijem w rękach, aż staruszka wejdzie do domu. Uderzył ją mocno, a następnie zabił toporem, który wypadł jej z rąk. Jej krew zmieniła się w wodospad o nazwie Wodospad Boka.

## Geografia
Wodospad znajduje się po prawej stronie rzeki Soczy, około 1,3 kilometra od rzeki. Leży pomiędzy miejscowościami Log Čezsoški, Žaga oraz Plužna na terenie gminy Bovec. Położony jest około trzy kilometry od Włoch, najbliższą włoską miejscowością od wodospadu jest Malga Coot na terenie prowincji Udine. Najbliższą górą jest położony na granicy słoweńsko-włoskiej szczyt Velika Baba (2127 m n.p.m.).

## Turystyka

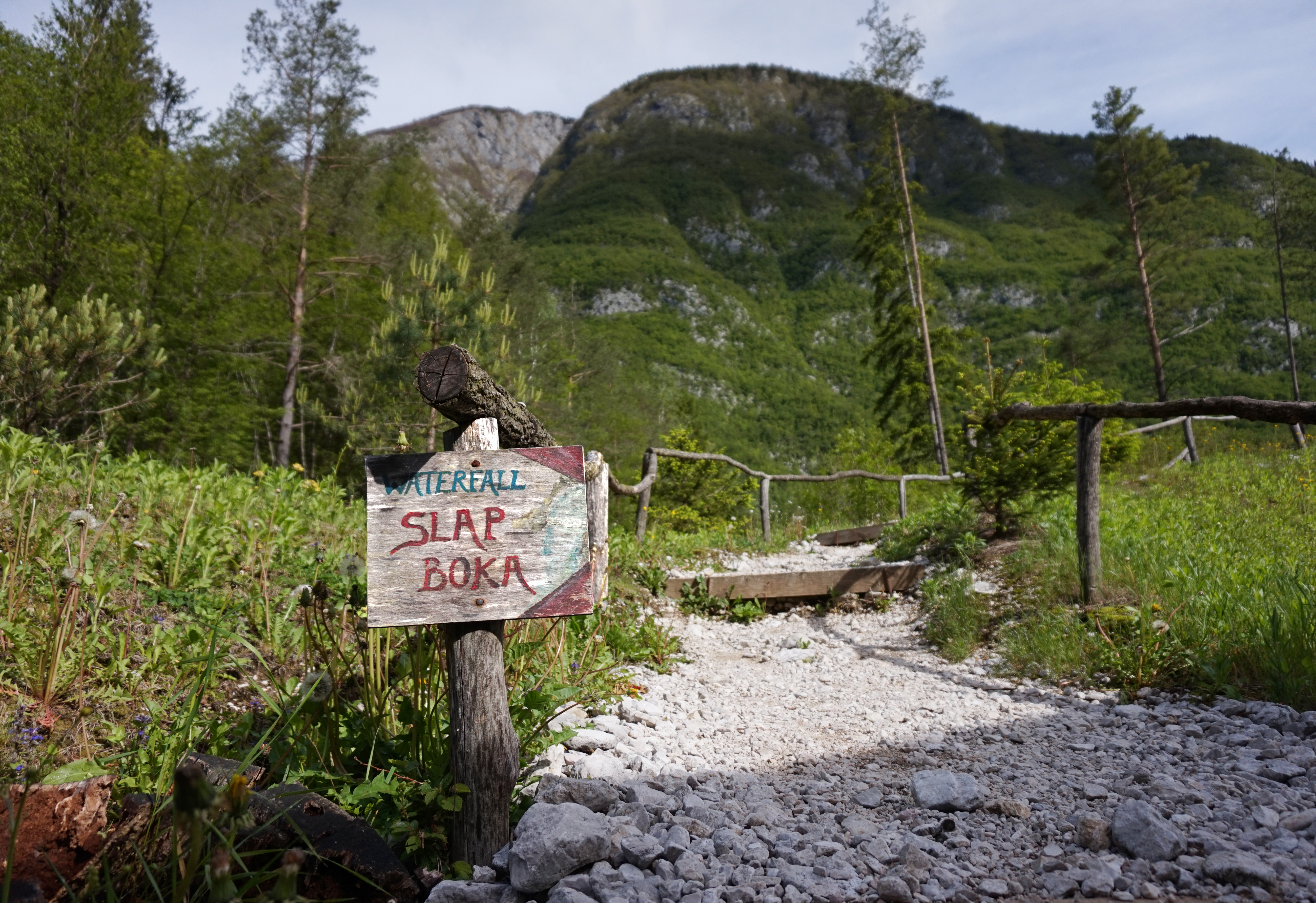
Szlak turystyczny do wodospadu Boka

Jedynym dostępem do wodospadu jest droga regionalna między gminą Kobarid i gminą Bovec, około 2,2 km w górę rzeki od miejscowości Žaga albo 6,1 km w dół rzeki od miasta Bovec. Wodospad jest widoczny z tej drogi, zwłaszcza jej górnej części. Po około 100 metrach droga dzieli się na ścieżkę nad strumieniem po lewej stronie, która przechodzi w zabezpieczoną ścieżkę wspinaczkową prowadzącą do źródła rzeki Boka i na ścieżkę po prawej stronie, która prowadzi do obu części wodospadu. W pobliżu znajduje się także wodospad Slap Virje (Plužna) oraz Slap Kozjak (Kobarid). Atrakcją, często łączoną z wodospadem Boka jest wysoki, drewniany most Lipuc, który zawieszony jest nad rzeką Soczą w pobliskiej wsi Srpenica.

## Literatura
- The Rough Guide to Slovenia. Rough Guides, 2017. ISBN 978-0-241-31468-5. Brak numerów stron w książce
- Jurij Kunaver: Enciklopedija Slovenije. 1987. ISBN 86-11-14288-8. Brak numerów stron w książce
- James Stewart: Slovenia. Cadogan Guides.. New Holland Publishers, 2006. ISBN 978-1-86011-336-9. Brak numerów stron w książce